# Министерство на правосъдието
 Тази статия е за вида държавна институция.  За тази в България вижте Министерство на правосъдието на България.  
Министерството на правосъдието, или правосъдно министерство, е наименованието на държавна институция в повечето съвременни държавни администрации, отговаряща за въпросите на правосъдието.
Най-често правосъдните министерства са натоварени с организацията на системата за правораздаване, с надзора на прокуратурата и с управлението на местата за изтърпяване на наказания - затвори, лагери и др. В някои страни те имат и допълнителни отговорности, като надзора на изборите, ръководството на полицията или подготовката на законите.